# إدارة المفاهيم
إدارة المفاهيم هو مصطلح أنشأه الجيش الأمريكي. تعرف وزارة الدفاع الأمريكية هذا المصطلح:
«إجراءات لنقل و/أو رفض المعلومات والمؤشرات المختارة للتأثير على عواطف ودوافع وتفكير الجماهير الأجنبية الموضوعي، وعلى أنظمة الاستخبارات والقادة على جميع المستويات، من أجل التلاعب بتقديراتهم الرسمية، ما يؤدي في النهاية إلى أفعال وإجراءات رسمية أجنبية مواتية للأهداف الأمريكية. تجمع إدارة المفاهيم بين إظهار الحقيقة حسب المصلحة، وأمن العمليات، والتغطية، والخداع، والحرب النفسية».  
يعرف المفهوم بأنه «العملية التي يختار الأشخاص من خلالها المعلومات المدخلة من حواسهم، وينظمونها ويفسرونها لإعطاء معنى وتصور للعالم المحيط بهم». يتداخل هذا التعريف مع العمليات الإدراكية الحسية العليا كما هو محدد من الناحية البيولوجية (العمليات البيولوجية الدنيا ليست قابلة للإدارة، وتشمل هذه العمليات كمًا كبيرًا من التصنيف الإدراكي الحسي الذي أجري من قبل التصنيف الواعي). تشمل مكونات المفهوم: الإدراك والهدف من الإدراك والحالة. العوامل التي تؤثر على الإدراك:
- المخطط: تنظيم وتفسير المعلومات بناءً على التجارب والمعارف السابقة.
- الحالة التحفيزية: الاحتياجات والقيم ورغبات الشخص في وقت الإدراك.
- المزاج: مشاعر الشخص في وقت الإدراك.

العوامل التي تؤثر على الشخص المستهدف:
- الغموض: عدم الوضوح؛ إذا زاد الغموض سيجد الشخص صعوبة في تكوين تصور دقيق عن الحالة.
- الحالة الاجتماعية: وضع الشخص في المجتمع أو في المنظمة.
- إدارة الانطباع: محاولة السيطرة على تصورات أو انطباعات الآخرين. من المحتمل أن يستخدم الأشخاص الذين تنفذ عليهم طرق إدارة المفاهيم أساليب إدارة الانطباع عند التفاعل مع الأساليب الموجهة ضدهم.

## التاريخ
كانت عبارة إدارة المفاهيم غالبًا بمثابة تعبير عن «جانب من جوانب حرب المعلومات». يشير أحد الباحثين في هذا المجال إلى التمييز بين إدارة المفاهيم والدبلوماسية الدولية، والتي (لا تشمل بشكل عام الكذب والخداع، في حين أن هذه المكونات مهمة لإدارة المفاهيم، والغرض منها هو جعل الجانب الآخر يعتقد ما يريده الطرف الأول مهما كانت الحقيقة مختلفة). تشير عبارة إدارة المفاهيم في الاستخدام الشائع كمرادف للإقناع. تقدم شركات العلاقات العامة الآن إدارة المفاهيم كأحد خدماتها.
بالمثل فإن المسؤولين الذين يتهمون بتظليل الحقيقة وإخفائها، يتهمون في كثير من الأحيان بتهمة (إدارة المفاهيم) عند نشر المعلومات على وسائل الإعلام أو على الجمهور العام.
على الرغم من أن عمليات إدارة المفاهيم تنفذ عادة على الساحة الدولية بين الحكومات، أو بين الحكومات والشعب، فقد أصبح استخدام تقنيات إدارة المفاهيم جزءًا من نظم إدارة المعلومات السائدة بطرق عديدة لا تتعلق بالحملات العسكرية، أو العلاقات الحكومية مع الشعب. قد تتعاقد الشركات مع شركات أخرى لإجراء إدارة المفاهيم لها، أو قد تفعلها داخل الشركة من خلال موظفي العلاقات العامة. كتب ستان مور: «لا يعني حذف الحقيقة أنها غير صحيحة. إذا لم يدرك الواقع فهذا لا يعني أنه غير حقيقي».

## استراتيجيات
توجد 9 استراتيجيات لإدارة المفاهيم. نذكرها وفقًا لكيغون توماس:
1. التحضير: تحديد أهداف واضحة، وتحديد الحالة المثالية التي نريد أن يكون الأشخاص عليها.
2. المصداقية: التأكد من أن جميع معلوماتك متوافقة ومتسقة، وغالبًا تستخدم التحيزات أو التوقعات لزيادة مصداقية المعلومات.
3. الدعم متعدد القنوات: الحصول على عدة نقاشات وحقائق ملفقة لتعزيز معلوماتك.
4. السيطرة المركزية: من قبل الكيانات العاملة مثل وزارات الدعاية أو المكاتب.
5. السرّية: سرية حملة الخداع.
6. المرونة: تتكيف حملة الخداع وتتغير بمرور الوقت كلما تغيرت الاحتياجات.
7. التنسيق: تنظيم المنظمة أو وزارة الدعاية في نمط هرمي، من أجل الحفاظ على توزيع متسق ومتزامن للمعلومات.
8. الإخفاء: حذف وإخفاء المعلومات المتناقضة.
9. تصريحات غير صادقة: تلفيق الحقيقة.[5]

## التنظيم
تستخدم المنظمات أساليب إدارة المفاهيم في التعاملات الداخلية والخارجية اليومية، وكمقدمات لطرح المنتجات أو الاستراتيجية الرئيسية، والأحداث التالية للأزمات. تشير نماذج دورة حياة التطوير التنظيمي إلى أن نمو الشركة واستمرارها يعتمد على مدى فعالية قادة الأعمال في توجيه الأزمات، أو الأحداث المشابهة للأزمات من خلال دورات حياتهم.
تتضمن إدارة المفاهيم إجراءات صممت ونفذت من قبل متحدثين رسميين للتأثير على تصورات الجمهور العام. يستند هذا التعريف إلى فهم أربعة مكونات لإدارة التصور التنظيمي: مفاهيم المنظمة، الأساليب أو التكتيك، الناطقون الرسميون، والجمهور. صنفت التصورات التنظيمية في ثلاثة أشكال رئيسية هي الصور التنظيمية، والسمعة التنظيمية، والهويات التنظيمية.
أحداث إدارة المفاهيم: استخدمت أساليب إدارة المفاهيم غالبًا من قبل المؤسسات في الأحداث الرئيسية التالية:
1. التعامل مع الأحداث التي تهدد المفاهيم: تضمن أحداث مثل الفضائح، والحوادث، وفشل المنتجات، وتغيير الهوية بشكل مثير للجدل، وتقارير الأداء المستقبلية، وتقديم رؤية جديدة.
2. التعامل مع الأحداث التي تعزز المفاهيم: تضمين أحداث مثل التصنيف، أو التقييم الإيجابي والسلبي من قبل مجموعات صناعة الأحداث، والتغلب على العوائق لتحقيق الأهداف المرجوة.[9]

## حكومة الولايات المتحدة الأمريكية
أدت وسائل الإعلام ومنظمات الإعلام العامة والفردية ابتداءً من خمسينيات القرن الماضي مهامًا لإدارة مفاهيم الجمهور عن وكالة الاستخبارات المركزية. كتب كارل بيرنشتاين في عام 1977: «وطدت وكالة المخابرات المركزية الأمريكية في الخمسينيات والستينيات وحتى السبعينيات من القرن الماضي، علاقاتها مع الصحفيين في أبرز قطاعات هيئة الصحافة الأمريكية، بما في ذلك أربعة أو خمسة من أكبر الصحف وشبكات البث في البلاد، واثنين من المجلات الأسبوعية الكبرى». وصف ديفيد أتلي فيليبس رئيس مركز وكالة الاستخبارات المركزية السابق في مكسيكو سيتي طريقة التجنيد إلى بيرنشتاين بعدها بسنوات: «قال شخص من الوكالة: أريدك أن توقع على ورقة قبل أن أخبرك فحواها. لم أتردد في التوقيع ولم يتردد الكثير من الصحفيين على مدار العشرين عامًا التالية».
إن مصطلح إدارة المفاهيم ليس جديدًا في قاموس الحكومة. أدرج مكتب التحقيقات الفيدرالي إدارة المفاهيم الأجنبية كواحدة من التهديدات الرئيسية الثمانية للأمن القومي، بما في ذلك الإرهاب والهجمات على البنية التحتية الأمريكية الهامة وانتشار الأسلحة وبعض الأمور أخرى. يعتبر مكتب التحقيقات الفيدرالي إدارة المفاهيم كتهديد عندما توجه ضد الولايات المتحدة الأمريكية من قبل الحكومات الأجنبية.

### وزارة الدفاع الأمريكية
يعتبر الخداع أمر مهم في اكتساب مزايا إضافية في الحرب، لكسب الدعم المحلي للعمليات وللجيش ضد العدو. وعلى الرغم من أن إدارة المفاهيم تقتصر على الجماهير الأجنبية، لكن منتقدي وزارة الدفاع الأمريكية يتهمونها أيضًا أنها تعمل في إدارة مفاهيم الجمهور المحلي. ومن الأمثلة التي ذكرت هي حظر عرض أو تصوير صناديق العسكريين الموتى الملفوفة بالعلم العسكري أثناء نقلها بكميات كبيرة عند وصولها إلى الولايات المتحدة لتوزيعها، وهي سياسة نفذت مؤخرًا فقط. تصف وزارة الدفاع الأمريكية أيضًا إدارة المفاهيم بأنها نية لإثارة السلوك الذي يريده الفرد من شخص معين. أرسل البنتاغون صحفيين أمريكيين بشكل سري إلى روسيا وأوروبا الشرقية خلال الحرب الباردة، لكتابة مقالات مؤيدة لأمريكا ونشرها في وسائل الإعلام المحلية. حدث أمر مماثل في العراق عام 2005 عندما دفع الجيش الأمريكي سرًا الصحف العراقية لطباعة قصص كتبها الصحفيون الأمريكيون، هدفت هذه القصص لتعزيز بدء المهمة الأمريكية في العراق.